# Šin
Šin ili Sin (שין) je 21. slovo hebrejskog pisma i ima brojčanu vrijednost od 300. Znak Šin-a stoji po međunarodnoj fonetskoj abecedi za dva zvuka: [ʃ] i [s].  Točka na desnoj strani slovo označava izgovor Šin, točka na lijevoj strani označava izgovor Sin. Ta točka se u bez vokalnom stilu pisanja ne koristi, što je uobičajeno za moderno hebrejsko pismo.  
Pretpostavlja se da sa Sin-om se označivao zvuk između s i θ. Nekoliko aramejske riječi, hebrejske riječi koriste umjesto sa Sin sa slovom Tav. 
Primijer:
שלש, Šaloš → תלת, Tlath (Brojčana riječ za "Tri").
Osim toga se može naslutiti da su izvorni Sin i Šin bili jako slični i da se od mnogih stanovnika Izraela nije pravila razlika (→ Šibolet). Daljnji znak za tu teoriju može i služiti starohebrejsko plemensko ime Isahar, kod kojeg nije jasno da li se izgovara kao [ʃ] ili kao [s].

## Povijest
Sin je suglasnik, čiji je pismeni oblik nastao iz stilizirane slike zuba (Feničko pismo). Šen  (שן) znači zub na hebrejskom. Grčko slovo Sigma i latinsko slovo S imaju isto podrijetlo. 

## Primjeri
- שמש (šemeš): Sunce
- שבת šabbat,  Sabat
- שלמה Salomon
- שושנה šošanna = Ljiljan
- שטן satan Sotona ("Protivnik")
- שם šem: Šem
- שמואל šmu'el Samuel
- שמעון Šimun
- שמשון Samson
- שרה Sara ("Princeza")

## Šifra znaka
|          | Unikod | Unikod             | HTML     | HTML | izgled ovisi o pregledniku | poveznice (engl.)                |
| k. točka | naziv  | kod                | entitet  |      | izgled ovisi o pregledniku | poveznice (engl.)                |
| -------- | ------ | ------------------ | -------- | ---- | -------------------------- | -------------------------------- |
| slovo ש  | U+05e9 | HEBREW LETTER SHIN | &#x05e9; | nema | ש                          | detaljni podaci test preglednika |

U standardu ISO 8859-8 simbol ima kod 0xf9.